# Sielsowiet Żerebkowicze
Sielsowiet Żerebkowicze (biał. Жарабковіцкі сельсавет, Żarabkowicki sielsawiet; ros. Жеребковичский сельсовет) – sielsowiet na Białorusi, w obwodzie brzeskim, w rejonie lachowickim, z siedzibą w Żerebkowiczach.

## Demografia
Według spisu z 2009 sielsowiety Żerebkowicze i Podlesie zamieszkiwało 3148 osób, w tym 2932 Białorusinów (93,14%), 86 Polaków (2,73%), 72 Rosjan (2,29%), 34 Ukraińców (1,08%), 6 Ormian (0,19%), 4 Mołdawian (0,13%), 3 Niemców (0,10%), 5 osób innych narodowości i 6 osób, które nie podały żadnej narodowości.

## Geografia i transport
Sielsowiet położony jest na historycznej Nowogródczyznie, w północno-wschodniej części rejonu lachowickiego. Graniczy z Lachowiczami. Największymi rzekami są Wiedźma i Nacza.
Przez sielsowiet przebiegają linia kolejowa Osipowicze – Baranowicze i droga republikańska R103.

## Historia
20 grudnia 2013 do sielsowietu Żerebkowicze włączono w całości sielsowiet Podlesie.

## Miejscowości
- agromiasteczka:
  - Podlesie
  - Żerebkowicze
- wsie:
  - Domasze
  - Hulicze
  - Jackowszczyzna
  - Koniuchy
  - Piersztuki
  - Potapowicze
  - Romaszki
  - Swojatycze
  - Szewiele
  - Świskowszczyzna
  - Trabowicze
  - Ułazowicze
  - Wołosacze
  - Zarytowo
  - Zubielewicze

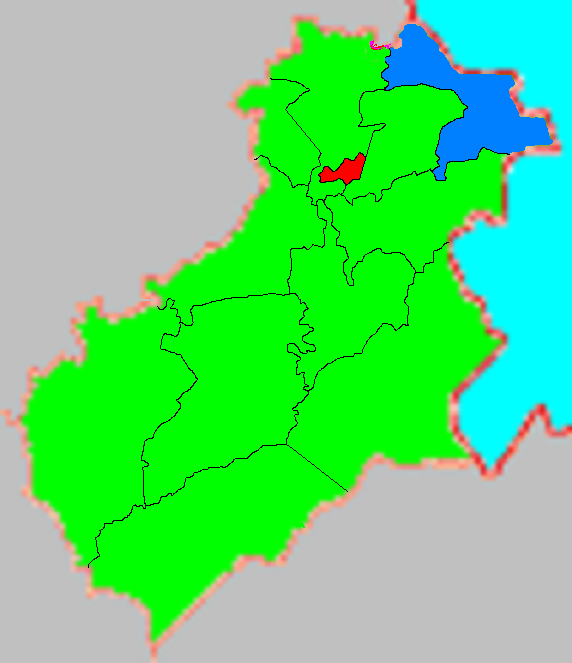
Sielsowiet Żerebkowicze do 2013 na mapie rejonu lachowickiego
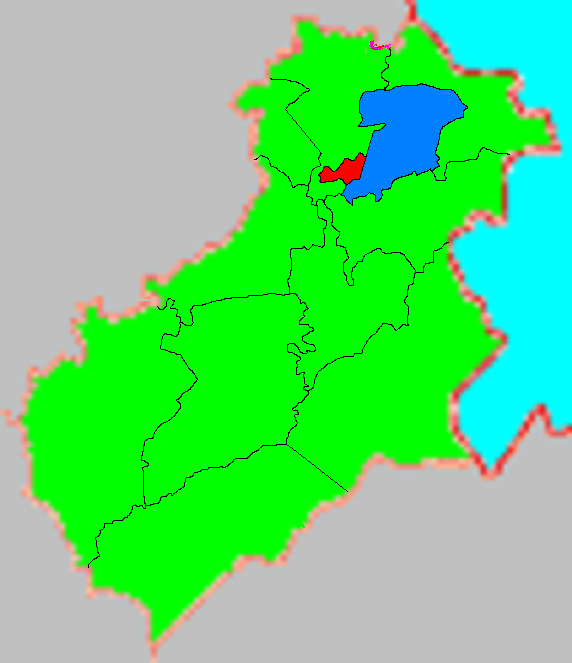
Sielsowiet Podlesie do 2013 na mapie rejonu lachowickiego